# Dispensario de Santa Isabel en San Sebastián
El Dispensario  de Santa Isabel en San Sebastián (España) fue un establecimiento médico  creado en 1910 para atender a personas sin recursos que eran atendidos gratuitamente.
Lo fundaron  los  médicos de origen francés : Charles Vic, Michel Leremboure y Augusto Harriet.

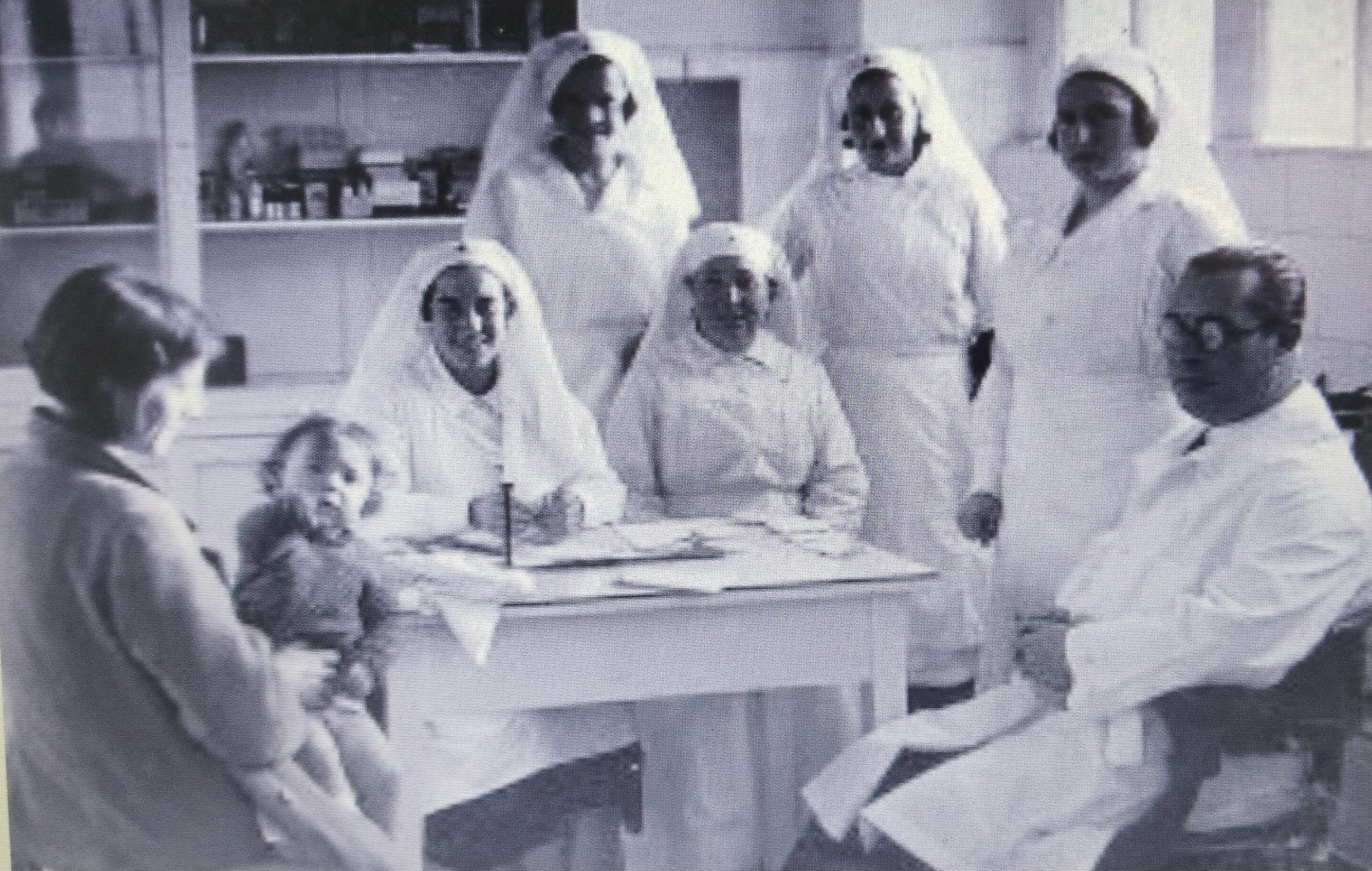
Dispensario de Santa Isabel.

Comenzó su andadura en un pequeño local de la plaza Easo, pero desde 1932 se instaló en el barrio de Gros con unas instalaciones más amplias que contaban con instalación de rayos X, diatermia, ultravioletas, pequeño laboratorio y almacén de medicamentos.
La clínica cerró sus puertas en 1960, coincidiendo con la apertura de la Residencia Sanitaria Nuestra Señora de Aránzazu del Seguro de Enfermedad y del Hospital Provincial de la Diputación Provincial de Guipúzcoa. La puesta en marcha de estos nuevos centros sanitarios hizo que la función de la clínica perdiera su razón de ser.

## Descripción
Fue fundado el 3 de septiembre de 1909 por tres médicos franceses, Charles Vic, especialista en medicina interna,  quien sería su primer director;  Michel Leremboure, especialista en cirugía,  y Augusto Harriet, especialista en oftalmología.
Para sus funciones,  contó con una escuela de enfermería no oficial, que suministraba enfermeras  no tituladas que cuidaban de consultas y servicios bajo la tutela de dos religiosas Dominicas.
Patrocinó la iniciativa una Junta de Damas de la aristocracia donostiarra y para recaudar fondos organizaban fiestas benéficas. En septiembre de 1915, recibió la visita de  la reina María Cristina .
Al ampliar sus funciones con el cambio de sede en 1932, se fueron incorporando médicos de la ciudad como el cirujano Ángel Jaén; el pediatra Antonio Echeto; el otorrinolaringólogo Antonio Arrieta ; el ginecólogo Julio Albea, el odontólogo Carmelo Balda o el internista   José María Gastaminza entre otros.
En  abril de 1960 se clausuró el centro siendo su director Augusto Harriet. 